# Šubić II. István
Šubić II. István (horvátul: Stjepan II. Šubić, becenevén Stepko, 1215 körül – 1274) a 13. században élt horvát nemes, a Šubić nemzetségből származó brebiri, spalatói és traui gróf.

## Családja
Šubić I. István brebiri és traui gróf fia, Šubić III. Gergely brebiri, spalatói és sebenicói gróf unokaöccse. Egy fiútestvére volt, Jakab brebiri és nini gróf. Istvánnak négy fiát és két lányát ismerjük. Közülük I. Pál lett a család feje, aki a brebiri grófi cím mellett a horvát báni címet is viselte. I. György sebenico és trau grófja volt, I. Mladen spalatói gróf és bosnyák bán volt, I. János pedig a brebiri grófi címet viselte. Lányai közül az Stanislava a klarissza rend apácája lett, a másik lány Jelena pedig Jacopo Tiepolo velencei nemes felesége lett.

## Élete
1235-ben IV. Béla lépett a magyar trónra, aki meglehetősen rendezetlen országot örökölt apjától, így első dolga az volt, hogy testvérével Kálmán herceggel helyreállítsa a rendet és visszaszerezze azokat a birtokokat, melyeket apja nagylelkűen szétosztogatott nemesei között. Ekkor jelent meg a horvát történelem színpadán Stjepko gróf és öccse Jakab. Ahogy István gróf mindig fivére Gergely mellett állt, úgy Stjepko is elválaszthatatlan volt testvérétől, Jakabtól. Amíg István Trau grófjaként írányította a várost, addig Jakab a bribiri nemesség felett uralkodott. Istvánt traui grófként 1239-ben említik először. Ezzel egyidőben István spalato grófja is lett, de közben a spalatóiak között a latin párt kerekedett felül, akik nem horvát nemest akartak elöljárójuknak, hanem az itáliai származású Gargan de Arsignist. Úgy gondolták, hogy Gargan véget vet a városban zajló pártvitáknak, és megvédi a közösséget a külső ellenségektől, különösen omišiaktól és Kačićoktól. Amíg Gargan a spalatói helyzetet rendezte, Trau városa még mindig félt Sidragai Domaldtól, aki a brebiri grófok esküdt ellensége volt.
1239. május 26-án Trau város bírái és tanácsosai Treguan püspökkel egyetértésben azt a határozatot hozták, hogy Domaldot örökre kiutasítják a városból és birtokait is elveszik. Ez azt jelenti, hogy Domaldnak még ekkor is voltak hívei a városban. Végül azonban ez sem segített rajta, mert István és Jakab grófok Béla király és Kálmán herceg segítségével legyőzték őt és Bozin (Boyzen) nevű testvérét. A harcban különösen kitüntette magát Écs fia Pál, aki később a király udvarbírája és zalai ispán lett. Előbb egy szigeten rövid harc után elfogta Bozint, majd Klissza várában elfogta testvérét, Domaldot is. Kiszabadulásuk érdekében rokonaiknak a király 17 nemesét kellett elengedniük. István gróf és Treguan püspök most már azzal foglalkozhatott, hogy kibékítse a trauiakat a spalatóikkal, akik a határok miatt és Domald érdekei miatt is konfliktusban voltak. Végül 1239. július 11-én a két fél képviselői meg is egyeztek.
1242-ben a tatárok elől menekülő Béla király az akkor még szigeten álló Trau várában talált végső menedéket, ahol István gróf és Treguan püspök fogadta. A polgárok lelkesen üdvözölték és vendégül látták nemcsak a királyt, hanem számos magyarországi és szlavóniai menekültet is. Kádán kán bele is kezdett Trau ostromába, ám 1242 tavaszán a mongol sereg váratlanul elvonult. A király később többször is visszatért a városba, melyet a leghűségesebb városának nevezett. Hálából Traunak oklevelet állított ki, amellyel megerősítette az őseitől kapott összes kiváltságot és adományt, és egyben megerősítette annak határiat „az Ostrog alatti határoszloptól Smokvice faluig”. A király ezen adománya miatt aztán háború tört ki Trau és Spalato között. A trauiak élén István gróf, míg a spalatóiak élén podestaként előbb János modrusi és vinodoli gróf, 1243 májusától Trsati Bernát állt. Szeptember 11-én Mutinai Girard közvetítésével végül a két fél megegyezett. 
Bár Girard ítélete inkább a spalatóiaknak kedvezett, azok nem nyugodtak bele, így a háború újra fellángolt. A küzdelem ezután már kiterjedt háborúvá fajult a horvátországi és dalmáciai királyi és királyellenes pártok között. A királyi párt az élen Trau állt élén István gróffal, a királyellenes pártot pedig Spalato vezette. A spalatóiak azonban gyengébbek voltak, és a traui csatában súlyos vereséget szenvedtek. A spalatóiak ezután nemcsak a trauiak bosszújától féltek, hanem a király haragjától is, és szövetségeseket kezdtek keresni. Ezért előbb a poljicaiakhoz és András humi herceghez, végül Matej Ninoslav bosnyák bánhoz fordultak. A spalatóaik Ninoslavot választották új grófjuknak. A Trau városa elleni újabb támadás ugyan kudarcot vallott, de a város környezete elpusztult. Béla király 1244-ben két serege közül az egyiket Boszniába, a másikat Spalatóba küldte Ninoslav ellen. Ninoslav elvesztette Spalatót, mivel a magyar hadsereg Dénes szlavón bán vezetésével Trau csapataival együtt 1244 nyarán elfoglalta a várost. Végül 1244. július 19-én írták alá a békeszerződést.
1245 első felében Istvánt kétszer is említik Trau város grófjaként (január 7. és május 15.). Ekkor ment Béla király Dél-Horvátországba, és április 11-én Bribirben tartózkodott, ahol Bribiri Dániel kérésére, aki akkoriban Sebenico grófja volt megerősítette apja Sebenico városának kiadott kiváltságlevelét. 1249-ben István tengermelléki bán azt a feladatot kapta, hogy határozza meg a határt Posedarjei Slavogost és a Mogorović nemzetség között, melyhez István és Jakab grófokat kérte fel. 1250-ben Istvánt Trau és Spalato városa is elöljárójává választotta és ezek grófi címét egészen 1258-ig viselte. 1251. november 23-án a király oklevélben erősítette meg birtokaikban és ősei által adott kiváltságaikban a Šubić nemzetség több tagját, köztük István fiait István és Jakab grófokat, Pribina fiait Gergelyt és Dánielt, valamint Budislav fia Obradot. 1263-ban Istvánt Sebenico podestájává választották és onnan kezdett dolgozni, hogy visszaszerezze régi hírnevét és hatalmát a dalmát városokban, de míg Béla király élt már nem sikerült visszaszereznie korábbi uralmát. Ez nem változott Béla fiának V. Istvánnak rövid uralkodása alatt sem. 
1272-ben István király fia a tíz éves IV. László került a trónra, mely új reményt adott, de már túl öreg és túl gyenge volt ahhoz, hogy harcoljon a hatalomért. Birtokait fiára, I. Pálra és annak testvéreire, I. Györgyre és I. Mladenra hagyta, ők pedig kihasználták öregségét, hogy az új király éretlenségét, hogy újra fészket rakjanak a dalmát városokban. Pál, a legidősebb testvér már 1272-ben podesta volt Trauban, a következő évben pedig Spalato és Trau grófja lett. I. György 1274. április 24-én Sebenico podestája lett. Így másfél év alatt visszatért a bribir grófok régi hírneve és pompája. István gróf még örömmel nézte, ahogy az erős fiak családja felnövekszik, majd 1274. augusztus 6-án meghalt. 